# Dusičnan sodný
Dusičnan sodný (NaNO3) je chemická sloučenina, vyskytující se v přírodě v podobě nerostu nitronatritu, je znám též pod označením chilský ledek. Dalším synonymem je nitratin.
Je bezbarvý, bílý, šedý nebo lehce zbarvený do žluta nebo hněda, průhledný, skelně lesklý, štěpný podle romboedru. Tvrdost je 1,5–2, hustota 2,26 g/cm3. Tvoří celistvé agregáty, kůry, vyskytuje se i v krystalech romboedrického typu. Je snadno rozpustný ve vodě, proto se vyskytuje především v aridních oblastech. Významná jsou kvartérní sedimentární ložiska nejasné geneze v poušti Atacama v Chile.
Nitronatrit slouží od začátku 18. století jako jediné přírodní dusíkaté hnojivo (dnes z více než 90 % nahrazen syntetickým ledkem a dalšími dusíkatými hnojivy).
Sloučeniny dusíku slouží dále při výrobě buničiny, plastů, umělých vláken apod. Dusičnan sodný se pod označením E 251 hojně užívá také v potravinářství jako konzervační přísada u masných výrobků. V pyrotechnice se používá jako okysličovadlo.
Dusičnan sodný je silně hygroskopický a má tendenci na vzduchu navlhnout. Směsi vlhkého dusičnanu sodného s práškovým hliníkem nebo hořčíkem mají samozápalné vlastnosti.
Za tepla se rozkládá na dusitan sodný a kyslík podle rovnice:
2 NaNO3 → 2 NaNO2 + O2
Se sírou hoří podle rovnice:
4 S + 2 NaNO3 → 2 Na2S + N2 + 3 SO2

## Výroba
Vyrábí se uměle reakcí oxidu dusnatého, oxidu dusičitého, kyslíku a uhličitanu sodného:
NO + NO2 + Na2CO3 + O2 → 2 NaNO3 + CO2
Laboratorní příprava spočívá v neutralizaci hydroxidu sodného kyselinou dusičnou dle následující rovnice:
NaOH + HNO3 → NaNO3 + H2O

## Historie
Chilský ledek se zapsal do historie lodní dopravy. Původně byl v lodních dokladech uváděn pod všeobecným názvem „hnojivo“, ale několik katastrof parníků, které ho převážely, vedlo k tomu, že byl přesunut do kolonky „vysoce nebezpečný náklad“, neboť se ukázalo, že hořící chilský ledek hašený směsí horké vody a páry (běžná praxe na parnících v případě požáru) má tendenci explodovat. Došlo dokonce k případům, že explodující parník zničil celé přístavní město a potopil několik okolo kotvících lodí.[zdroj?]